# Johan Fredrik Liedholm

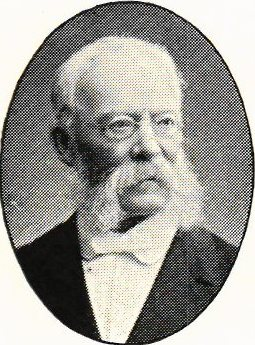
J.F. Liedholm

Johan Fredrik Liedholm, vanligen kallad J.F. Liedholm, född 11 januari 1821 i Vimmerby, död 18 oktober 1899 i Växjö, var en svensk läkare.
Liedholm blev student vid Lunds universitet 1838 och kirurgie magister 1853. Han var amanuens och underläkare vid Serafimerlasarettet i Stockholm 1852–53 och överläkare vid Växjö hospital 1855–97. Han skrev bland annat Några ord om militärläkare-skolan i Utrecht (1856) och blev medicine hedersdoktor vid Lunds universitet 1893. J.F. Liedholms väg i Växjö är uppkallad efter honom.
Han är farmors far till journalisten Stina Lundberg Dabrowski.